# Hvid elefant
En hvid elefant er en dyr ting, som ejeren ikke kan skille sig af med, og som koster mere i drift og vedligeholdelse, end den indbringer i form af indtægter eller nytte.

## Baggrund
Begrebet stammer fra de hellige hvide elefanter, som blev holdt af sydøstasiatiske monarker i Burma, Thailand, Laos og Cambodia. At eje en hvid elefant blev opfattet (og bliver det stadig i Thailand og Burma) som et tegn på, at monarken regerede riget retfærdigt og var velsignet med fred og velstand. Traditionen stammer fra myter i de hellige skrifter, som forbinder en hvid elefant med Buddhas fødsel, da hans moder efter sigende skulle have drømt om en hvid elefant, som gav hende en lotusblomst, et symbol på visdom og renhed, natten inden hun fødte. Da dyrene blev anset for hellige, og loven beskyttede dem mod arbejde, var det både godt og skidt at modtage en hvid elefant fra en monark: Godt fordi dyret var helligt og et tegn på kongens gunst, og skidt fordi dyret skulle passes og ikke kunne sættes til at bestille noget, der modsvarede udgiften ved at passe det.
I Østrig bruges udtrykket "Weißer Elefant" om medarbejdere, der ikke er til megen anvendelse på deres arbejdsplads, men på den anden side er svære at afskedige.

## Moderne brug
Udtrykket "en hvid elefant" bliver i dag brugt om fejlslagne projekter. Det kan f.eks. være projekter, som ikke er forankret i lokalsamfundet, som er for store i forhold til det faktiske behov, eller som er baseret på teknologi, som ikke er udviklet eller anvendelig.

## Eksempler på projekter omtalt som "hvide elefanter"
- Et antal lufthavne, bl.a. Aeropuerto de Ciudad Real ved Madrid og Aéroport international Montréal-Mirabel ved Québec i Canada.
- Det olympiske stadion i Montreal
- Kirken Sagrada Família i Barcelona.
- Jetjageren F-35 Lightning II, også kaldet Joint Strike Fighter.
- DSB's IC4-tog.